# Großer Preis von Südafrika 1976
Der Große Preis von Südafrika 1976 (offiziell XXII The Citizen Grand Prix of South Africa) fand am 6. März auf dem Kyalami Grand Prix Circuit in Midrand statt und war das zweite Rennen der Automobil-Weltmeisterschaft 1976.

## Berichte

### Hintergrund
Während der fünf Wochen, die zwischen dem Auftaktrennen in Brasilien und dem zweiten WM-Lauf in Südafrika lagen, gab es mehrere Fahrerwechsel zu vermelden. Ronnie Peterson hatte sich entschieden, das Team Lotus zu verlassen und unterschrieb einen Stammfahrer-Vertrag beim Team March, für das er bereits von 1970 bis 1972 an den Start gegangen war. Im Gegenzug stellte March seinen Formel-2-Fahrer Gunnar Nilsson frei, der daraufhin Petersons Nachfolge bei Lotus antrat und somit zu seinem Formel-1-Debüt kam. Für Lella Lombardi war durch die Verpflichtung Petersons fortan kein March-Cockpit mehr verfügbar.
Da Mario Andretti sich entschieden hatte, den Südafrika-GP für Parnelli zu bestreiten, benötigte man bei Lotus noch einen zweiten neuen Fahrer und fand diesen in Bob Evans, der im Vorjahr bei dem nun nicht mehr antretenden Werksteam B.R.M. unter Vertrag gestanden hatte. Frank Williams ersetzte in seinem Team Renzo Zorzi durch Michel Leclère.
Mit neu entwickeltem Wagen des Typs TS19 und neuem Hauptsponsor kehrte das Team Surtees ins Teilnehmerfeld zurück. Brett Lunger wurde als Stammfahrer engagiert. Mit Ensign und Hesketh griffen noch zwei weitere Teams, die den Saisonauftakt ausgelassen hatten, erstmals in dieser Saison ins Geschehen ein. Als Fahrer traten Chris Amon und Harald Ertl an, die bereits im Vorjahr für das jeweilige Team aktiv gewesen waren.
Entgegen der Gewohnheiten der vergangenen Jahre trat mit Ian Scheckter lediglich ein einziger lokaler Gaststarter zu seinem Heimrennen an. Der Bruder von Jody Scheckter pilotierte einen privat eingesetzten Tyrrell 007.

### Training
Während des Trainings gab es Diskussionen über die Legalität von Kunststoffschürzen, die von den Teams McLaren und Penske eingesetzt wurden. Diese können als die ersten Anzeichen von Entwicklungen hinsichtlich des Bodeneffektes an Rennwagen angesehen werden, aus denen sich in den folgenden Jahren die sogenannten „Wing Cars“ entwickelten.
Aus dem Training resultierte eine identische erste Startreihe wie zuvor beim Großen Preis von Brasilien mit James Hunt auf der Pole-Position neben Niki Lauda auf Startplatz zwei. Dessen Abstand zur Rundenbestzeit des drittplatzierten John Watson betrug bereits mehr als zwei Zehntelsekunden. Es folgten Jochen Mass, Vittorio Brambilla, Patrick Depailler sowie Tom Pryce.

### Rennen
Kurz nach dem Start gingen Lauda, Mass und Brambilla an Hunt vorbei. Dahinter folgte Depailler vor Peterson. Ian Scheckters Rennen endete bereits nach wenigen Metern aufgrund einer Kollision mit Leclère. Dieser konnte das Rennen hingegen fortsetzen.
In der zweiten Runde gewann Brambilla einen Dreikampf gegen Mass und Hunt um den zweiten Rang. Nachdem Mass seinen Teamkollegen Hunt vorbeigelassen hatte, nahm dieser die Verfolgung Brambillas auf. Es gelang ihm jedoch erst in der fünften Runde, an Brambilla vorbeizuziehen. Der führende Lauda hatte sich zu diesem Zeitpunkt bereits rund zehn Sekunden Vorsprung auf seine Verfolger herausgefahren.
Durch eine Kollision zwischen Peterson und Depailler war Pryce auf den fünften Rang gelangt. Als wenig später Brambilla hinter Mass und ihn zurückfiel, lag er auf dem vierten Rang. Die Reihenfolge an der Spitze blieb daraufhin über mehrere Umläufe konstant. Erst als Pryce in Runde 44 einen Boxenstopp einlegen musste, verlor er den vierten Platz an Clay Regazzoni. Dieser fiel jedoch neun Runden später wegen eines Motorschadens aus und musste Jody Scheckter den vierten Rang überlassen.
Die Schlussphase des Rennens gewann dadurch an Spannung, dass Lauda während der letzten Runden mit einem schleichenden Plattfuß zu kämpfen hatte und dadurch nicht mehr am Limit fahren konnte. Hunt kam bis zum Fallen der Zielflagge noch bis auf 1,3 Sekunden an Lauda heran.

## Meldeliste
| Team                        | Nr. | Fahrer             | Chassis         | Motor                     | Reifen |
| --------------------------- | --- | ------------------ | --------------- | ------------------------- | ------ |
| Scuderia Ferrari SpA SEFAC  | 01  | Niki Lauda         | Ferrari 312T    | Ferrari 015 3.0 F12       | G      |
| Scuderia Ferrari SpA SEFAC  | 02  | Clay Regazzoni     | Ferrari 312T    | Ferrari 015 3.0 F12       | G      |
| Elf Team Tyrrell            | 03  | Jody Scheckter     | Tyrrell 007     | Ford Cosworth DFV 3.0 V8  | G      |
| Elf Team Tyrrell            | 04  | Patrick Depailler  | Tyrrell 007     | Ford Cosworth DFV 3.0 V8  | G      |
| John Player Team Lotus      | 05  | Bob Evans          | Lotus 77        | Ford Cosworth DFV 3.0 V8  | G      |
| John Player Team Lotus      | 06  | Gunnar Nilsson     | Lotus 77        | Ford Cosworth DFV 3.0 V8  | G      |
| Martini Racing              | 07  | Carlos Reutemann   | Brabham BT45    | Alfa Romeo 115-12 3.0 F12 | G      |
| Martini Racing              | 08  | Carlos Pace        | Brabham BT45    | Alfa Romeo 115-12 3.0 F12 | G      |
| Beta Team March             | 09  | Vittorio Brambilla | March 761       | Ford Cosworth DFV 3.0 V8  | G      |
| March Engineering           | 10  | Ronnie Peterson    | March 761       | Ford Cosworth DFV 3.0 V8  | G      |
| March Engineering           | 34  | Hans-Joachim Stuck | March 761       | Ford Cosworth DFV 3.0 V8  | G      |
| Marlboro Team McLaren       | 11  | James Hunt         | McLaren M23     | Ford Cosworth DFV 3.0 V8  | G      |
| Marlboro Team McLaren       | 12  | Jochen Mass        | McLaren M23     | Ford Cosworth DFV 3.0 V8  | G      |
| Lexington Racing            | 15  | Ian Scheckter      | Tyrrell 007     | Ford Cosworth DFV 3.0 V8  | G      |
| Shadow Racing Team          | 16  | Tom Pryce          | Shadow DN5B     | Ford Cosworth DFV 3.0 V8  | G      |
| Shadow Racing Team          | 17  | Jean-Pierre Jarier | Shadow DN5B     | Ford Cosworth DFV 3.0 V8  | G      |
| Team Surtees                | 18  | Brett Lunger       | Surtees TS19    | Ford Cosworth DFV 3.0 V8  | G      |
| Frank Williams Racing Cars  | 20  | Jacky Ickx         | Williams FW05   | Ford Cosworth DFV 3.0 V8  | G      |
| Frank Williams Racing Cars  | 21  | Michel Leclère     | Williams FW05   | Ford Cosworth DFV 3.0 V8  | G      |
| Team Ensign                 | 22  | Chris Amon         | Ensign N174     | Ford Cosworth DFV 3.0 V8  | G      |
| Hesketh Racing              | 24  | Harald Ertl        | Hesketh 308D    | Ford Cosworth DFV 3.0 V8  | G      |
| Ligier Gitanes              | 26  | Jacques Laffite    | Ligier JS5      | Matra MS73 3.0 V12        | G      |
| Vel’s Parnelli Jones Racing | 27  | Mario Andretti     | Parnelli VPJ4   | Ford Cosworth DFV 3.0 V8  | G      |
| Citibank Team Penske        | 28  | John Watson        | Penske PC3      | Ford Cosworth DFV 3.0 V8  | G      |
| Copersucar-Fittipaldi       | 30  | Emerson Fittipaldi | Copersucar FD04 | Ford Cosworth DFV 3.0 V8  | G      |

## Klassifikationen

### Startaufstellung
| Pos. | Fahrer             | Konstrukteur       | Zeit    | Ø-Geschwindigkeit | Start |
| ---- | ------------------ | ------------------ | ------- | ----------------- | ----- |
| 01   | James Hunt         | McLaren-Ford       | 1:16,10 | 194,145 km/h      | 01    |
| 02   | Niki Lauda         | Ferrari            | 1:16,20 | 193,890 km/h      | 02    |
| 03   | John Watson        | Penske-Ford        | 1:16,43 | 193,306 km/h      | 03    |
| 04   | Jochen Mass        | McLaren-Ford       | 1:16,45 | 193,256 km/h      | 04    |
| 05   | Vittorio Brambilla | March-Ford         | 1:16,64 | 192,777 km/h      | 05    |
| 06   | Patrick Depailler  | Tyrrell-Ford       | 1:16,77 | 192,450 km/h      | 06    |
| 07   | Tom Pryce          | Shadow-Ford        | 1:16,84 | 192,275 km/h      | 07    |
| 08   | Jacques Laffite    | Ligier-Matra       | 1:16,88 | 192,175 km/h      | 08    |
| 09   | Clay Regazzoni     | Ferrari            | 1:16,94 | 192,025 km/h      | 09    |
| 10   | Ronnie Peterson    | March-Ford         | 1:17,03 | 191,801 km/h      | 10    |
| 11   | Carlos Reutemann   | Brabham-Alfa Romeo | 1:17,09 | 191,651 km/h      | 11    |
| 12   | Jody Scheckter     | Tyrrell-Ford       | 1:17,18 | 191,428 km/h      | 12    |
| 13   | Mario Andretti     | Parnelli-Ford      | 1:17,25 | 191,254 km/h      | 13    |
| 14   | Carlos Pace        | Brabham-Alfa Romeo | 1:17,26 | 191,230 km/h      | 14    |
| 15   | Jean-Pierre Jarier | Shadow-Ford        | 1:17,35 | 191,007 km/h      | 15    |
| 16   | Ian Scheckter      | Tyrrell-Ford       | 1:17,40 | 190,884 km/h      | 16    |
| 17   | Hans-Joachim Stuck | March-Ford         | 1:17,44 | 190,785 km/h      | 17    |
| 18   | Chris Amon         | Ensign-Ford        | 1:17,73 | 190,073 km/h      | 18    |
| 19   | Jacky Ickx         | Williams-Ford      | 1:18,13 | 189,100 km/h      | 19    |
| 20   | Brett Lunger       | Surtees-Ford       | 1:18,36 | 188,545 km/h      | 20    |
| 21   | Emerson Fittipaldi | Copersucar-Ford    | 1:18,40 | 188,449 km/h      | 21    |
| 22   | Michel Leclère     | Williams-Ford      | 1:18,82 | 187,445 km/h      | 22    |
| 23   | Bob Evans          | Lotus-Ford         | 1:19,35 | 186,193 km/h      | 23    |
| 24   | Harald Ertl        | Hesketh-Ford       | 1:22,11 | 179,934 km/h      | 24    |
| 25   | Gunnar Nilsson     | Lotus-Ford         | 1:22,70 | 178,651 km/h      | 25    |

### Rennen
| Pos. | Fahrer             | Konstrukteur       | Runden | Stopps | Zeit       | Start | Schnellste Runde |
| ---- | ------------------ | ------------------ | ------ | ------ | ---------- | ----- | ---------------- |
| 01   | Niki Lauda         | Ferrari            | 78     | 0      | 1:42:18,4  | 02    | 1:17,97 (06.)    |
| 02   | James Hunt         | McLaren-Ford       | 78     | 0      | + 1,3      | 01    | 1:18,08          |
| 03   | Jochen Mass        | McLaren-Ford       | 78     | 0      | + 45,9     | 04    | 1:18,65          |
| 04   | Jody Scheckter     | Tyrrell-Ford       | 78     | 0      | + 1:08,4   | 12    | 1:18,38          |
| 05   | John Watson        | Penske-Ford        | 77     | 0      | + 1 Runde  | 03    | 1:18,94          |
| 06   | Mario Andretti     | Parnelli-Ford      | 77     | 0      | + 1 Runde  | 13    | 1:19,15          |
| 07   | Tom Pryce          | Shadow-Ford        | 77     | 1      | + 1 Runde  | 07    | 1:18,73          |
| 08   | Vittorio Brambilla | March-Ford         | 77     | 0      | + 1 Runde  | 05    | 1:18,49          |
| 09   | Patrick Depailler  | Tyrrell-Ford       | 77     | 0      | + 1 Runde  | 06    | 1:18,60          |
| 10   | Bob Evans          | Lotus-Ford         | 77     | 0      | + 1 Runde  | 23    | 1:19,84          |
| 11   | Brett Lunger       | Surtees-Ford       | 77     | 0      | + 1 Runde  | 20    | 1:19,83          |
| 12   | Hans-Joachim Stuck | March-Ford         | 76     | 0      | + 2 Runden | 17    | 1:19,86          |
| 13   | Michel Leclère     | Williams-Ford      | 76     | 0      | + 2 Runden | 22    | 1:20,08          |
| 14   | Chris Amon         | Ensign-Ford        | 76     | 0      | + 2 Runden | 18    | 1:19,00          |
| 15   | Harald Ertl        | Hesketh-Ford       | 74     | 0      | + 4 Runden | 24    | 1:22,70          |
| 16   | Jacky Ickx         | Williams-Ford      | 73     | 0      | + 5 Runden | 19    | 1:20,03          |
| 17   | Emerson Fittipaldi | Copersucar-Ford    | 70     | 0      | DNF        | 21    | 1:18,92          |
| –    | Clay Regazzoni     | Ferrari            | 52     | 0      | DNF        | 09    | 1:18,88          |
| –    | Jacques Laffite    | Ligier-Matra       | 49     | 0      | DNF        | 08    | 1:19,28          |
| –    | Jean-Pierre Jarier | Shadow-Ford        | 28     | 0      | DNF        | 15    | 1:19,82          |
| –    | Carlos Pace        | Brabham-Alfa Romeo | 22     | 0      | DNF        | 14    | 1:19,37          |
| –    | Gunnar Nilsson     | Lotus-Ford         | 18     | 0      | DNF        | 25    | 1:20,00          |
| –    | Carlos Reutemann   | Brabham-Alfa Romeo | 16     | 0      | DNF        | 11    | 1:19,42          |
| –    | Ronnie Peterson    | March-Ford         | 15     | 0      | DNF        | 10    | 1:18,79          |
| –    | Ian Scheckter      | Tyrrell-Ford       | 0      | 0      | DNF        | 16    | –                |

## WM-Stände nach dem Rennen
Die ersten sechs des Rennens bekamen 9, 6, 4, 3, 2 bzw. 1 Punkt(e). Es zählten nur die besten sieben Ergebnisse aus den ersten acht Rennen und die besten sieben Ergebnisse aus den letzten acht Rennen. In der Konstrukteurswertung zählte nur das Ergebnis des bestplatzierten Fahrers eines Teams.

### Fahrerwertung
| Pos. | Fahrer             | Konstrukteur               | Punkte |
| ---- | ------------------ | -------------------------- | ------ |
| 01   | Niki Lauda         | Ferrari                    | 18     |
| 02   | Patrick Depailler  | Tyrrell-Ford               | 6      |
| 03   | James Hunt         | McLaren-Ford               | 6      |
| 04   | Jochen Mass        | McLaren-Ford               | 5      |
| 05   | Jody Scheckter     | Tyrrell-Ford               | 5      |
| 06   | Tom Pryce          | Shadow-Ford                | 4      |
| 07   | Hans-Joachim Stuck | March-Ford                 | 3      |
| 08   | John Watson        | Penske-Ford                | 2      |
| 09   | Mario Andretti     | Lotus-Ford / Parnelli-Ford | 1      |
| 10   | Clay Regazzoni     | Ferrari                    | 0      |
| 11   | Jacky Ickx         | Williams-Ford              | 0      |
| 12   | Vittorio Brambilla | March-Ford                 | 0      |
| 13   | Renzo Zorzi        | Williams-Ford              | 0      |
| 14   | Carlos Pace        | Brabham-Alfa Romeo         | 0      |
| 15   | Bob Evans          | Lotus-Ford                 | 0      |

| Pos. | Fahrer             | Konstrukteur            | Punkte |
| ---- | ------------------ | ----------------------- | ------ |
| 16   | Ingo Hoffmann      | Copersucar-Ford         | 0      |
| 17   | Brett Lunger       | Surtees-Ford            | 0      |
| 18   | Carlos Reutemann   | Brabham-Alfa Romeo      | 0      |
| 19   | Emerson Fittipaldi | Copersucar-Ford         | 0      |
| 20   | Michel Leclère     | Williams-Ford           | 0      |
| 21   | Lella Lombardi     | March-Ford              | 0      |
| 22   | Chris Amon         | Ensign-Ford             | 0      |
| 23   | Harald Ertl        | Hesketh-Ford            | 0      |
| –    | Jean-Pierre Jarier | Shadow-Ford             | 0      |
| –    | Jacques Laffite    | Ligier-Matra            | 0      |
| –    | Ronnie Peterson    | Lotus-Ford / March-Ford | 0      |
| –    | Ian Ashley         | B.R.M.                  | 0      |
| –    | Gunnar Nilsson     | Lotus-Ford              | 0      |
| –    | Ian Scheckter      | Tyrrell-Ford            | 0      |

### Konstrukteurswertung
| Pos. | Konstrukteur  | Punkte |
| ---- | ------------- | ------ |
| 01   | Ferrari       | 18     |
| 02   | Tyrrell-Ford  | 9      |
| 03   | McLaren-Ford  | 7      |
| 04   | Shadow-Ford   | 4      |
| 05   | March-Ford    | 3      |
| 06   | Penske-Ford   | 2      |
| 07   | Parnelli-Ford | 1      |
| 08   | Williams-Ford | 0      |

| Pos. | Konstrukteur       | Punkte |
| ---- | ------------------ | ------ |
| 09   | Brabham-Alfa Romeo | 0      |
| 10   | Lotus-Ford         | 0      |
| 11   | Surtees-Ford       | 0      |
| 12   | Ensign-Ford        | 0      |
| 13   | Hesketh-Ford       | 0      |
| 14   | Copersucar-Ford    | 0      |
| –    | Ligier-Matra       | 0      |
| –    | B.R.M.             | 0      |